# Leiguarda
Leiguarda (Lleiguarda en asturiano y oficialmente) es una aldea y una parroquia del concejo asturiano de Belmonte de Miranda, en España.
Tiene una superficie de 17,28 km², en la que habitan un total de 148 personas (INE 2011) repartidas entre las poblaciones de Antoñana (Antuñana), Bello (Beyu), La Forniella, Leiguarda (Lleiguarda), Menes, Modreros (Modreiros), Pando (Pandu), Selviella (Silviella) y La Viña.
La aldea de Leiguarda está a unos 10 kilómetros de Belmonte, la capital del concejo. Se encuentra en la ladera este del pico Cauríu (1.017 m s. n. m.), a unos 380 m s. n. m. Se accede a ella mediante una carretera local que parte de la AS-227 a la altura del pueblo de Fontoria. En ella habitan 23 personas (2011).
En los alrededores de Leiguarda se conservan los restos de un castro, así como de actividad minera aurífera de la época romana en los alrededores de Antoñana (Asturias).
Antes de la democracia la parroquia salense de Millara formaba parte de Leiguarda a efectos eclesiásticos